# Зая-Пандита
За́я-Панди́та Намкхай Гьяцо (калм. Зая Пандит Оһторһун Дала; монг. Зая Бандида Огторгуйн Далай (Намхайжамц); ок. 1599 — сентябрь 1662) — ойратский и калмыцкий деятель буддизма школы гелуг, создатель ойратского и калмыцкого алфавита «тодо-бичиг», переводчик сутр и других текстов, поэт, учёный и просветитель, видный политический деятель Центральной Азии середины XVII века.

## Биография
Зая-пандита, при рождении носивший имя Шархабаг (по другим данным Хархабаг), был сыном хошутского нойона Бабахана, пятым сыном из восьми в семье, впоследствии был усыновлен хошутским ханом Байбагасом. В 17 лет, приняв обеты банди и монашеское имя Намхайжамц, через Кукунор прибыл в Тибет. В течение 22 лет изучал теорию и практику буддизма, из них 10 лет обучался цаниду в храме лхасского монастыря Дрепунг; одним из его главных учителей был Панчен-лама IV. За особые успехи получил звание пандиты, а также учёную степень геше-рабджампы. Слово «Зая» не является именем собственным, это — монгольское произношение санскритского эпитета «джая» (जय), что значит «Победоносный». Был приближённым Далай-Ламы V.

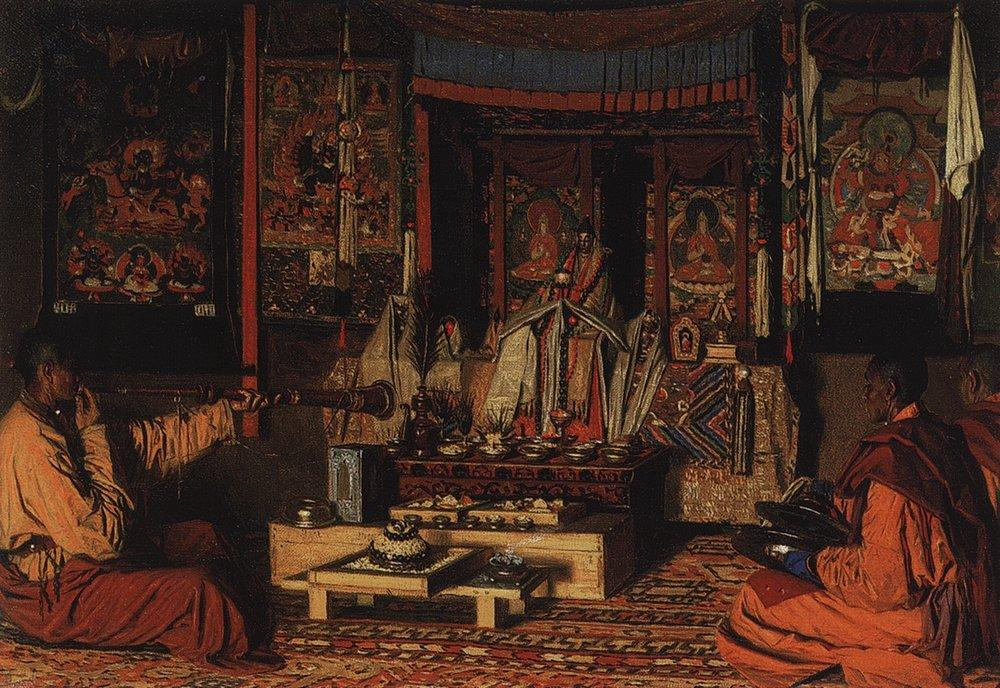
В. В. Верещагин. Калмыцкая молельня (1869—1870)

В 1639 году по указанию Панчен-ламы, Далай-ламы и настоятеля Гандена Зая-пандита вернулся на родину в Джунгарию, где развернул бурную миссионерскую деятельность по распространению буддизма, разъезжая по стране, посещая владения многих нойонов, выступая в качестве арбитра при спорах и конфликтах, основывая монастыри и борясь с местными верованиями (культом Тенгри) ойратов и монголов. В 1640 году принял активное участие в организованном Эрдэни-Батуром съезде, на котором был утвержден свод монголо-ойратских законов — Степное Уложение. После этого в 1642 году Зая-пандиту пригласили к себе для проповеди монгольские Дзасагту-хан, Тушэту-хан и Сэцэн-хан.
Весной 1645 года по случаю болезни сына Дайчина — Даян-Эрке, Зая-пандита прибыл к торгутам, а затем про приглашению других торгутских тайшей и нойонов посетил их вместе со своими учениками, проповедуя буддизм. В 1646 году Зая-пандита разрешил переходящий в войну спор между Кундулен-Убуши, Очирту-Цеценом и Эрдэни-Батуром. В 1647 году Зая-пандита первый раз посетил торгутские улусы Шукур-Дайчина на Яике и в Нижнем Поволжье, а в 1650 году вернулся в Тибет. В 1656 году пресёк вражду между тайшами Лувсаном, Огжодовом, Тугалом и Мэргэном. В 1655 году вновь посетил Поволжье, и в 1662 году скончался от паралича на обратном пути в Тибет.
Единственную известную биографию Зая-Пандиты под названием «Лунный свет: История рабджам Зая-Пандиты» написал его ученик и помощник Раднабхадра (1691).

## Разработка «ясного письма» и переводческая деятельность
В 1648 году, зимуя у Аблая-тайши на реке Чу, Зая-пандита по инициативе Аблая и Эрдэни-Батура, а также по просьбе других ойратских нойонов создал новый ойратский алфавит «Тодо-бичиг» на основе старомонгольской письменности. Перевёл с тибетского языка на ойратский примерно 170 произведений: от буддийских канонических книг из Ганджура и Данджура до философских и медицинских трактатов, сборников легенд и т. д.
Среди книг переведенных Зая-Пандитой на ясное письмо значительный объем занимает литература, посвященная Майтрее.

## Память

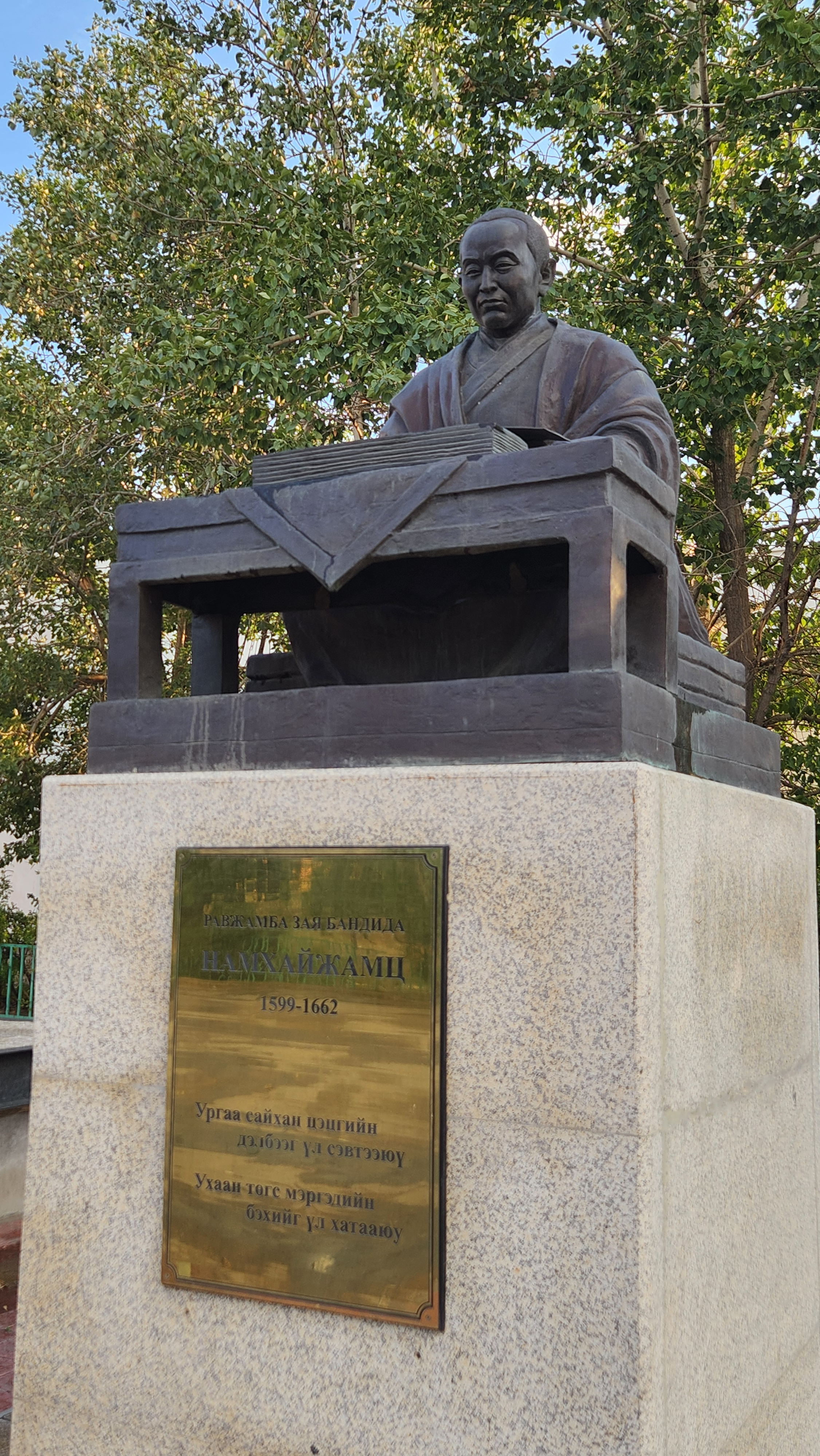
Памятник Зае-Пандите в городе Ховд, Монголия

Памяти Зая-Пандиты посвящены следующие объекты в Калмыкии и Монголии:
- Памятник в Элисте возле учебного корпуса КалмГУ на 3-м проезде
- Улан-Хольская средняя школа имени Зая-Пандиты (Лаганский район), во дворе школы ему установлен памятник (2016)
- Калмыцкая Этнокультурная гимназия им. Зая-Пандиты
- Хурул «Сера Тосам Линг» им. Зая-Пандиты в посёлке Сарпа Кетченеровского района (2021)
- Памятник в городе Ховд